# Felix Wilhelm
Friedrich Ferdinand Felix Wilhelm (* 19. Februar 1863 in Budissin, heute Bautzen; † 16. Dezember 1941 ebenda) war ein deutscher Pädagoge und Heimatforscher.

## Leben

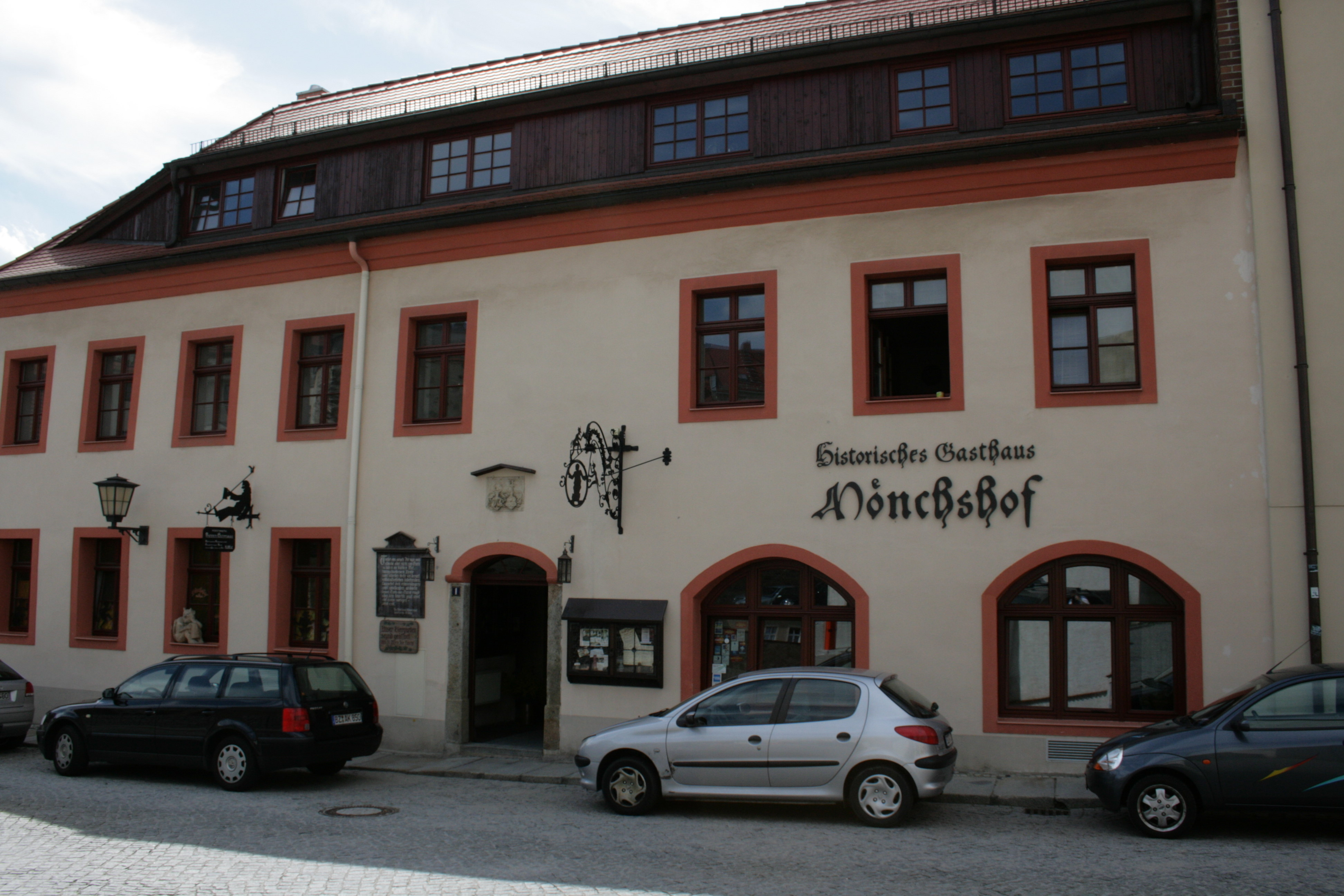
Felix Wilhelms Geburtshaus in Bautzen, Burglehn 1; das alte Luttitz-Nostitzsche Ritterhaus, heute Gaststätte „Mönchshof“

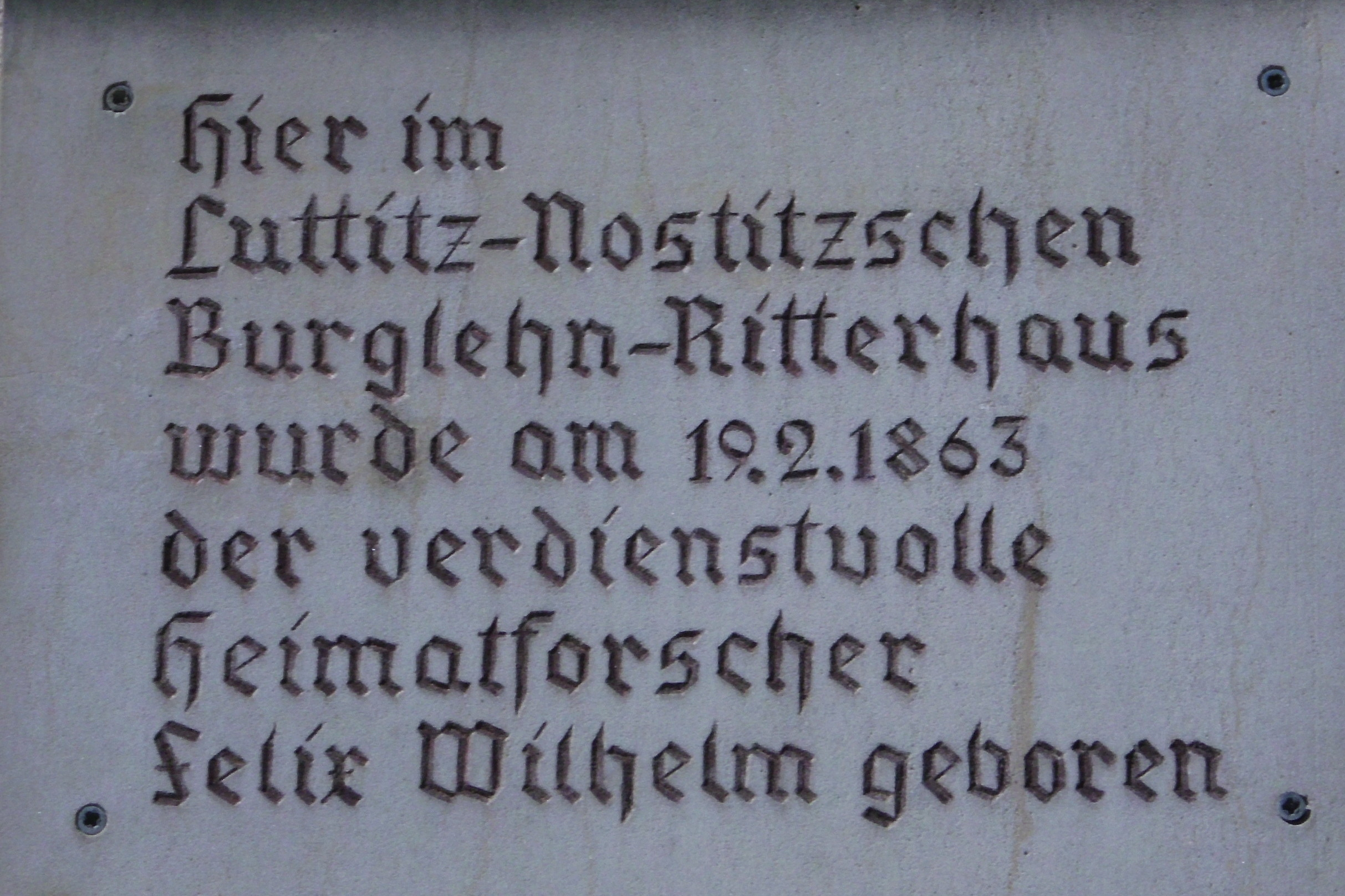
Gedenktafel am Geburtshaus

Felix Wilhelm besuchte in Bautzen die städtische Bürgerschule, das Gymnasium und dann bis 1883 das Landständische Seminar, um Lehrer zu werden. Daraufhin unterrichtete er zunächst als Hilfslehrer in der Seidau, dann als Vikar an der evangelischen Schule in Schirgiswalde und nebenamtlich neun Jahre an der Kapitulantenschule des Infanterie- und Husarenregiments Nr. 103 in Bautzen. 
1911 wurde Felix Wilhelm Oberlehrer. Ab 1913 war er stellvertretender Leiter der Pestalozzi-Schule in Bautzen und während des Ersten Weltkrieges Direktor dieser Einrichtung. 
Von 1896 bis 1919 war er mit kurzer Unterbrechung Stadtverordneter, dabei einige Jahre Stadtrat als Dezernent für Volksbildungs- und Schützenwesen. Als Stadtverordneter setzte er sich unter anderem stark für den Museumsbau ein, der dann 1911 zustande kam.
Am 23. November 1901 gründete Wilhelm mit einigen Gleichgesinnten auf Anregung und maßgeblicher Beteiligung von Ludwig Feyerabend die Gesellschaft für Vorgeschichte und Geschichte der Oberlausitz zu Bautzen und begründete damit die institutionelle Erforschung der Ur- und Frühgeschichte in der Region. Zu seinen Forschungen insbesondere zur Bautzener Stadtgeschichte veröffentlichte er zahlreiche Publikationen. 
Felix Wilhelm war seit 1888 mit Maria Martha Groß (1865–1942) aus Wuischke bei Weißenberg verheiratet. 
Er starb fast 79-jährig an den Folgen eines Schlaganfalls und wurde auf dem Friedhof der Bautzener Taucherkirche beigesetzt.

## Schriften (Auswahl)
- Unsere Heimat – die Lausitz. Bautzen, Weller, 1. Auflage 1905, 2. Auflage 1925
- Die mittelalterlichen Befestigungsanlagen der Stadt Bautzen und die Gründe für ihren teilweisen Abbruch. Bautzen, Bautzener Tageblatt, 1928
- Bautzens wehrhafte Bürgerschaft im Mittelalter. Bautzen, Bautzener Tageblatt, 1929
- Das Schützenwesen und die Bürgerwehren im alten Bautzen. Bautzen, Bautzener Tageblatt, 1930
- Die Geschichte des Luttitz-Nostitzschen Burglehnhauses. In: Bautzener Geschichtshefte Bd. 15, Bautzen 1937, S. 63–74 (E-Text).